# Paraphytoseius urumanus
Paraphytoseius urumanus är en spindeldjursart som först beskrevs av Ehara 1967.  Paraphytoseius urumanus ingår i släktet Paraphytoseius och familjen Phytoseiidae. Inga underarter finns listade i Catalogue of Life.